# Schistochilopsis capitata
Schistochilopsis capitata là một loài Rêu trong họ Jungermanniaceae. Loài này được (Hook.) Konstantinova mô tả khoa học đầu tiên năm 1994.